# Martioda

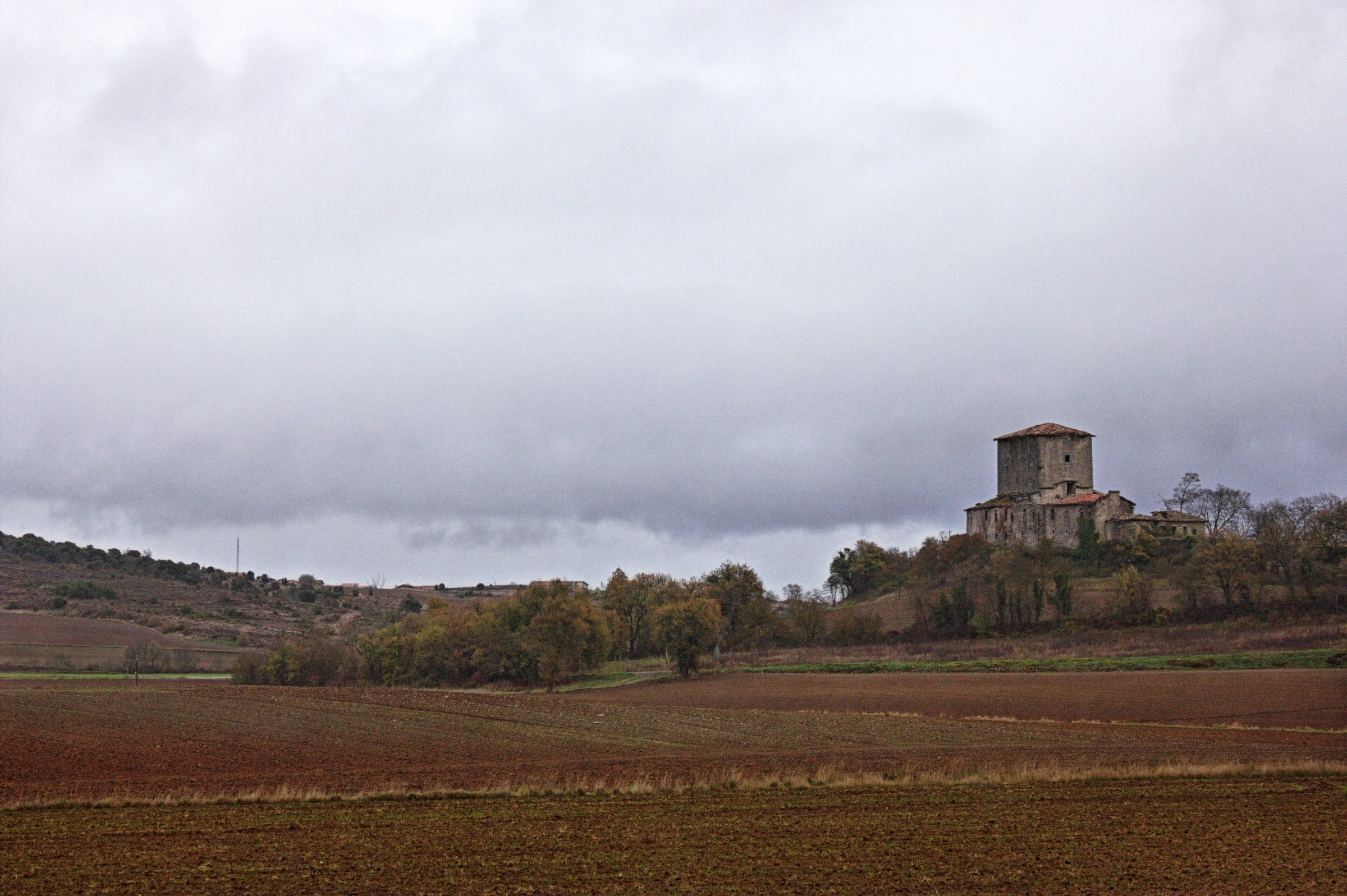
Torre dels Hurtado de Mendoza

Martioda/Mártioda és un poble i concejo pertanyent al municipi de Vitòria. És un dels concejos integrats a la Zona Rural Nord-oest de Vitòria-Gasteiz, i es troba a 11 km al nord-est del centre d'aquesta ciutat. La seva població ha sigut sempre escassa. Actualment, té 12 habitants aproximadament.
Les primeres mencions escrites sobre Mártioda daten del segle xv. Els últims propietaris del poble van ser els senyors Mazarreto, que la van vendre íntegrament a la Diputació Foral d'Àlaba a 1975 per 50 milions de pessetes. Va formar part del municipi de Los Huetos fins que s'annexionà amb Vitòria en el mateix any de la compra.
Del patrimoni de Martioda destaca la Torre dels Hurtado de Mendoza, que es troba abandonat i en mal estat de conservació. És l'edifici més alt del poble i que es pot veure des de lluny. Es va construir al segle xiii, tot i que no s'acabà la seua construcció fins al segle xviii. Va pertànyer al poderós llinatge alabés dels Hurtado de Mendoza, que van dirigir des d'aquesta casa-torre els seus territoris. També va ser utilitzar com a presó, tot i que ara mateix es troba en mans de la Diputació d'Àlaba a l'espera d'una possible restauració.
Les festes patronals se celebren el 15 de setembre en honor de la Verge d'Urrialdo. Cal destacar el centre de recuperació de fauna salvatge que es troba al poble.
Distàncies: 1,5 km d'Otobarren; 2,5 km d'Otogoien; 10 km de Vitòria; 70 km de Bilbao.